# BF Orionis
BF Orionis är en ensam stjärna belägen inom Orionnebulosan i den mellersta delen av stjärnbilden Orion. Den har en skenbar magnitud av ca 9,69 och kräver ett teleskop för att kunna observeras. Baserat på parallax enligt Gaia Data Release 3 på ca 2,62 mas, beräknas den befinna sig på ett avstånd på ca 1 250 ljusår (382 parsek) från solen. Den rör sig bort från solen med en heliocentrisk radialhastighet på ca 68 km/s. Stjärnan är den mest massiva i den lilla födelsehopen med fyra stjärnor.

## Egenskaper
BF Orionis är en vit till blå ljusstark jättestjärna av spektralklass A5 II-III, som är en ung variabel  Herbig-Ae/Be-stjärna liknande UX Orionis. Den har en massa som är lika med ca 1,9 solmassa, en radie som är ca ljusstark 1,6 solradie och utsänder energi från dess fotosfär motsvarande ca 39 gånger solen vid en effektiv temperatur av ca 8 750 K.

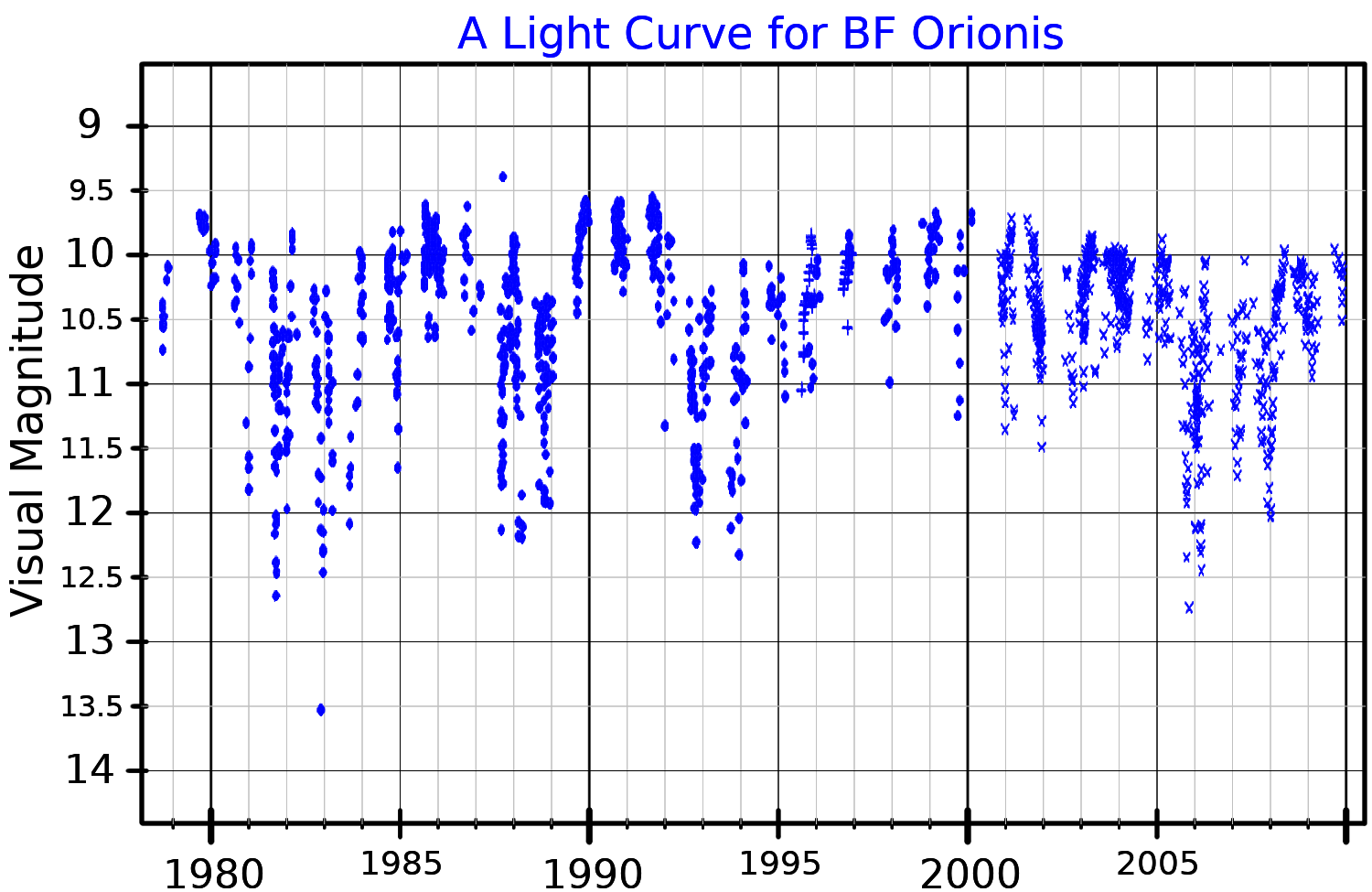
Ljuskurva i visuella bandet för BF Orionis, anpassad från Grinin et al. (2010).

BF Orionis samlar fortfarande på sig massa och är omgiven av en massiv, optiskt tjock protoplanetarisk skiva på 0,005 ± 0,002 solmassa som från jorden syns nästan från sidan. Stjärnans ljusstyrka är starkt variabel, med oregelbundna djupminima ner till 13:e magnituden. Variationerna misstänks delvis vara orsakade av en brun dvärg eller massiv planet inbäddad i den protoplanetära skivan, tillsammans med mycket stora kometer.
Till skillnad från typiska Herbig Ae/Be-stjärnor, varav 90-95 procent inte har mätbara magnetfält, har BF Orionis ett ganska starkt longitudinellt magnetfält på -144 ± 21 gauss. Den har också små (0,11 magnitud) kortperiodiga singelmodspulseringar av Delta Scuti-typ.